# Aptean
Aptean är ett IT-företag  med huvudsäte i Atlanta. I Sverige har företaget, som bland annat arbetar med affärs- och logistiksystem, cirka 100 anställda på kontor i Stockholm, Linköping och Hässleholm.
Företaget bildades 2012 genom en sammanslagning av CDC Software (som bland annat Industri-Matematik var en del av) gick ihop med Consona Corporation. Sammanslagningen innebar att det nya företaget fick 1500 anställda och över 5 000 kunder.

## Produktportfölj
Apteans produktportfölj
| Produktnamn             | Beskrivning                                                                                            |
| ----------------------- | --- |
| Axis                    | ERP för metallindustrin                                                                                |
| Catalyst                | Warehouse management system                                                                            |
| CDC Factory             | Manufacturing Intelligence system                                                                      |
| Compiere                | Open source ERP system                                                                                 |
| Configuration Solutions | Product configuration management                                                                       |
| Cimnet                  | ERP for printed circuit board industry                                                                 |
| DTR                     | ERP for plastics industry                                                                              |
| Encompix                | ERP for project-based companies                                                                        |
| Envision X ERP          | ERP for trading companies                                                                              |
| Empower ERP             | ERP for repetitive manufacturing                                                                       |
| Factory MOM             | Manufacturing execution system                                                                         |
| IMI Supply Chain        | Warehouse Management and Order Management for companies who consider logistics a competitive advantage |
| Intuitive               | ERP for regulated industries                                                                           |
| Knova                   | Knowledge management system                                                                            |
| Made2Manage             | ERP for make-to-order manufacturers                                                                    |
| Onyx                    | CRM |
| Pivotal                 | CRM |
| Relevant                | ERP for aerospace and defense                                                                          |
| Respond                 | Feedback management for banks                                                                          |
| Ross ERP                | ERP for process industries                                                                             |
| Saratoga                | CRM |
| SupportSoft             | Mobile device management                                                                               |
| TradeBeam               | Global trade management                                                                                |
| Truition                | eCommerce                                                                                              |